# Дарителство по ведомост
Дарителство по ведомост е вид дарение, при което служителите отделят част от заплатата си всеки месец. При желание на служителя работодателят удържа всеки месец определена сума от заплатата на служителя и тази сума бива отделяна за благотворителност. Каузата се избира от служителя и може да бъде всякаква. Сумата може да бъде различна, спрямо това колко служителят желае да отдели за благотворителност на база заплатата си. Сумата може да се променя всеки месец. Този тип дарителство намалява данъците на служителя.